# Coalescenza (informatica)
In informatica, la coalescenza è l'atto della fusione di due blocchi di memoria adiacenti. Quando in un'applicazione si libera della memoria, le lacune potrebbero finire nel segmento di memoria che l'applicazione usa. Tra le altre tecniche, la coalescenza è usata per ridurre la frammentazione esterna, ma non ne risolve definitivamente il problema. La coalescenza può essere applicata non appena dei blocchi di memoria si liberano, oppure qualche tempo dopo (azione conosciuta come coalescenza in differita), o potrebbe non essere mai applicata.
La coalescenza e le relative tecniche come la compattazione della pila, possono essere usate nelle garbage collection.